# ホワイトパンダ
ホワイトパンダは、全国のレンタル撮影スタジオ･ハウススタジオ検索サービス。株式会社296が運営する。
東京や神奈川を中心に、2022年8月時点で900以上のレンタル撮影スタジオを掲載しており、2022年6月時点で月間利用者数が1万6000人を超えた。

## 概要
2021年5月2日にサービスを開始した。

## 沿革
- 2020年5月2日　神奈川県のレンタル撮影スタジオ･ハウススタジオ検索サービスを開始
- 2020年9月18日　掲載エリアを全国に拡大
- 2021年1月13日　掲載スタジオ数が500店舗を突破
- 2021年9月1日　掲載スタジオ数が600店舗を突破
- 2021年11月27日　掲載スタジオ数が700店舗を突破
- 2022年2月18日　掲載スタジオ数が800店舗を突破
- 2022年4月1日　有料プランを販売開始
- 2022年6月20日　掲載スタジオ数が900店舗を突破
- 2022年8月8日　ロゴ変更